# サミュエル・バーロウ
サミュエル・バーロウ（Samuel Barlow、1892年6月1日 ニューヨークシティ – 1982年9月19日 ペンシルベニア州ウィンドムーア）はアメリカ合衆国の作曲家・音楽評論家。
ハーヴァード大学に在籍した後、ニューヨークでパーシー・ゲチアスとフランクリン・ロビンソンに師事。1923年にはローマに留学してオットリーノ・レスピーギにも入門した。1910年代から1930年代まで音楽関連の公共機関に勤務するとともに、『現代音楽（Modern Music）』誌に定期的に寄稿した。
ジャン＝バティスト・リュリの生涯に基づく歌劇《わが友ピエロ（Mon ami Pierrot）》が、1935年1月11日にパリのオペラ・コミック座で上演されたことにより、パリで自作の歌劇が上演された最初のアメリカ人作曲家となった。スライド映写機を活用する交響協奏曲《子象ババール（Babar）》は、ストコフスキー指揮フィラデルフィア管弦楽団によって初演された。
作風は保守的であり、ブラームスの色濃い影響を示している。

## 主要作品一覧
- 漢詩からの3つの歌 3 Songs from the Chinese (voice and ensemble, 1924年)
- ヴォカリーズ Vocalise (1926年)
- Alba (symphonic poem, 1927年)
- Ballo Sardo (ballet, 1928年)
- サーカス序曲 Circus Overture (1930年)
- ピアノ協奏曲 Piano Concerto (1931年)
- 弦楽四重奏のための《スケルツォ》 Scherzo (string quartet, 1933年)
- ピアノ曲《スペイン通り》 Spanish Quarter (piano, 1933年)
- 歌劇《わが友ピエロ（Mon ami Pierrot》（原作：サッシャ・ギトリー、1934年)
- ビーダーマイヤー風ワルツ Biedermeier Waltzes (1935年)
- 交響協奏曲《ババール（Babar）》 (symphonic concerto for Magic Lantern and Symphony Orchestra, 1936年-1938年)
- Amanda (opera, 1936年)
- Aphitryon 38 (incidental music, 1937年)
- Leda (1939年)
- Sousa ad Parnassum (1939年)
- Conversation with Tchekhov (piano trio, 1940年)
- Jardin de La Notre (piano)